# Vinnius camacan
Vinnius camacan là một loài nhện trong họ Salticidae.
Loài này thuộc chi Vinnius. Vinnius camacan được Braul & Lise miêu tả năm 2002.